# Theodor Jeansson
Theodor Wilhelm Jeansson, född 24 september 1875 i Kalmar, död 25 augusti 1939 i Stockholm, var en svensk direktör son till grosshandlaren Johan Jeansson och dennes hustru Emma Sofia Parrow. 
Fadern, Johan Jeansson, ägde aktiemajoriteten i Carl Blomquist Fabrik AB i Oskarshamn sedan 1887. Theodor Jeansson tillträdde disponentbefattningen där 1898 och var drivande i bildandet av Förenade Svenska Tobaksfabriker som bildades 1912 för att försöka hindra ett statligt monopol, Jeansson var verkställande direktör för detta bolag, som hade sitt kontor på Regeringsgatan 9 i Stockholm. Han är begravd på Djursholms begravningsplats.